# 奶油攪拌器

活塞型奶油攪拌器，由美國的早期歐洲移民所用。

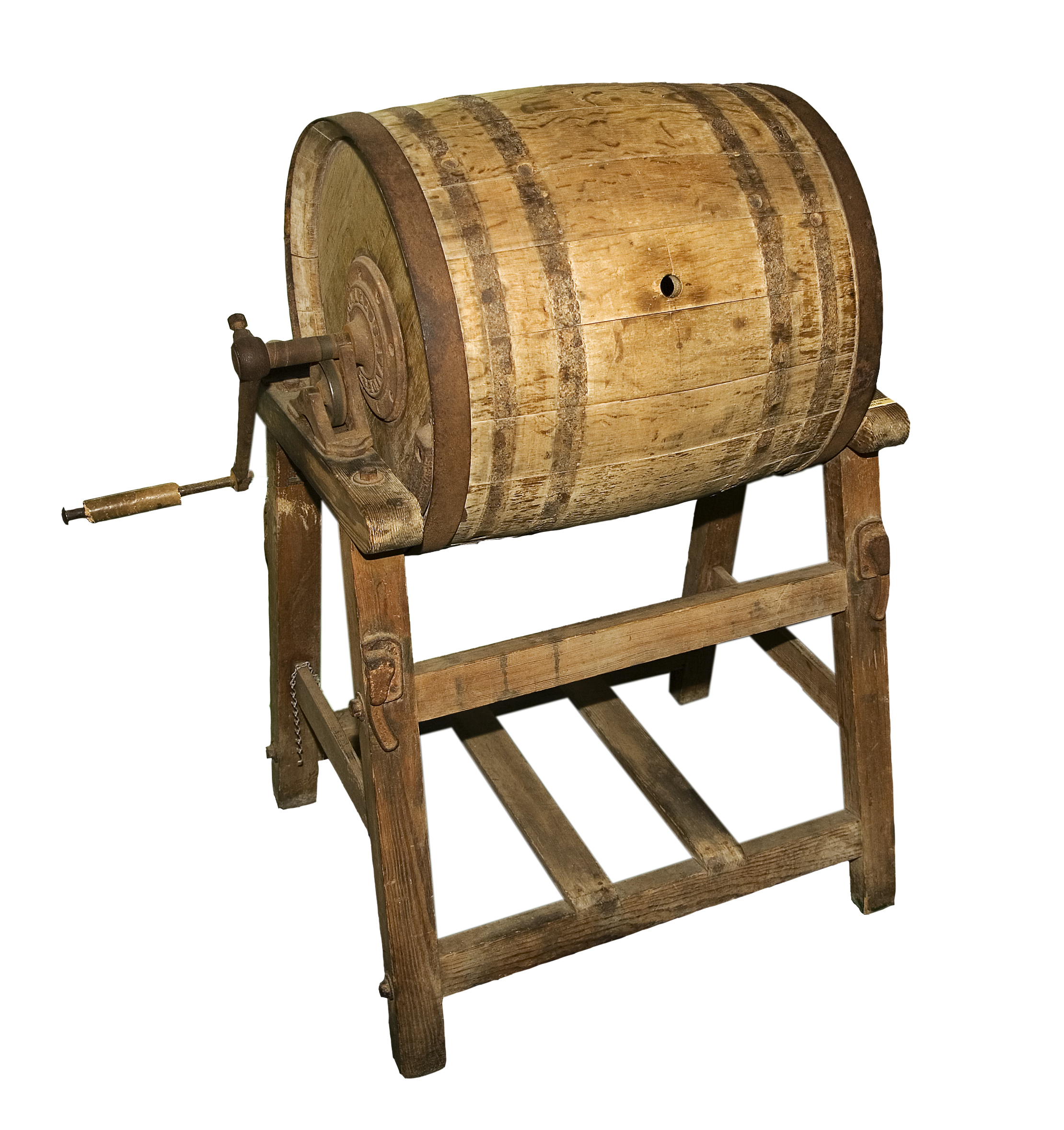
桶型奶油攪拌器。

奶油攪拌器是一種將鮮奶油轉化成奶油的裝置。通常有活塞型的與轉桶型的兩種。
最早的奶油攪拌器，可追溯到西元前6500年至5500年的銅石並用時代。歐洲的奶油攪拌器可能早在西元6世紀就存在。